# Leszek Żentara
Leszek Żentara (ur. 18 sierpnia 1959 w Koszalinie) – polski aktor filmowy i teatralny.
Absolwent Wydziału Aktorskiego PWSFTviT w Łodzi.
W latach 1982–1987 aktor teatru Teatr im. Norwida w Jeleniej Górze, w 1995 Teatru im. Jaracza w Łodzi i od 2003 Bałtyckiego Teatru w Koszalinie.
Młodszy brat aktora Edwarda Żentary.

## Filmografia
- 1982 – Nieciekawa historia – student
- 1985 – Sam pośród swoich – Henio Łosiński
- 1985 – Zaproszenie – Piotr Górski w młodości
- 2008 – Stary człowiek i pies – lekarz w ośrodku w Stanominie